# Trichoplusia ni
Trichoplusia ni là một loài bướm đêm trong họ Noctuidae.

## Hình ảnh

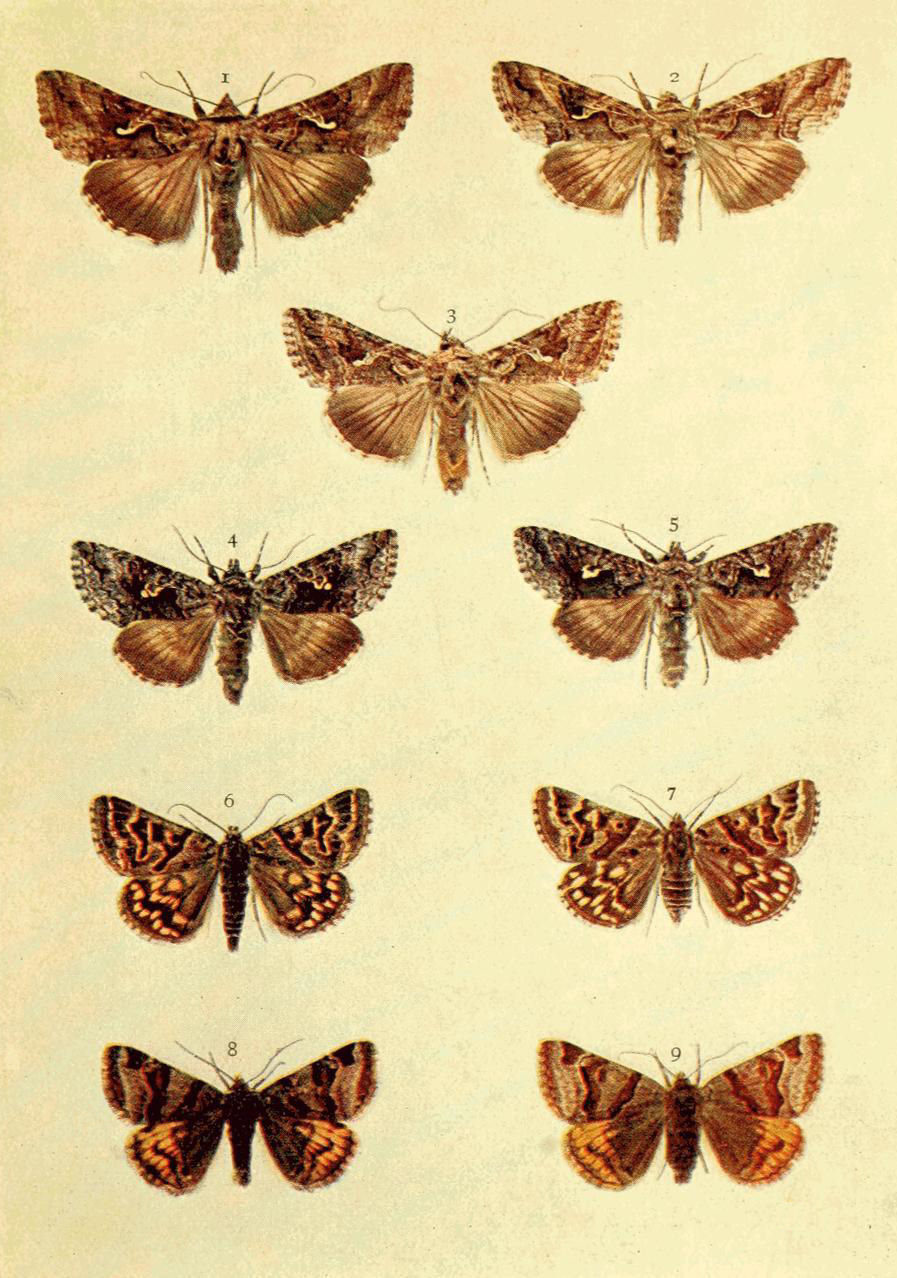
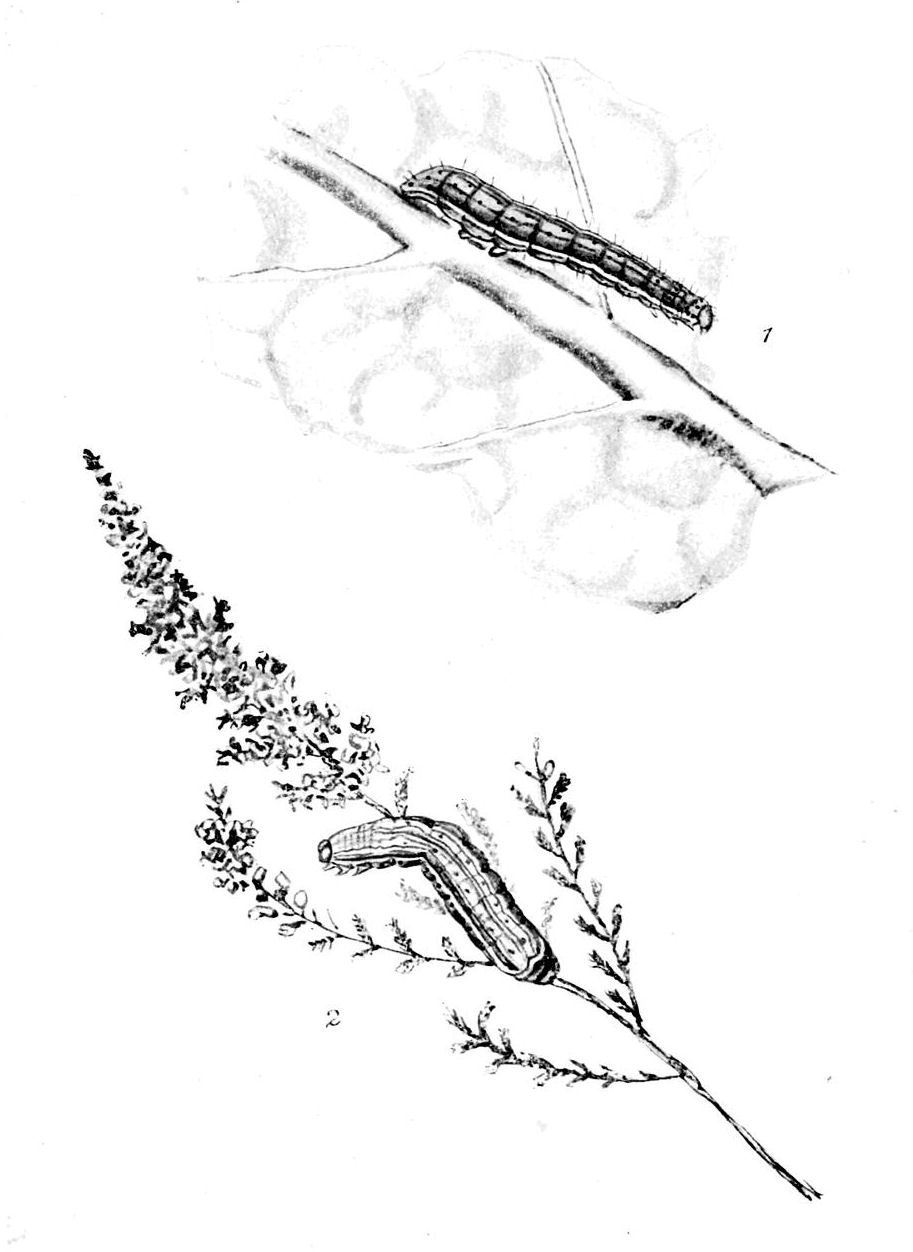
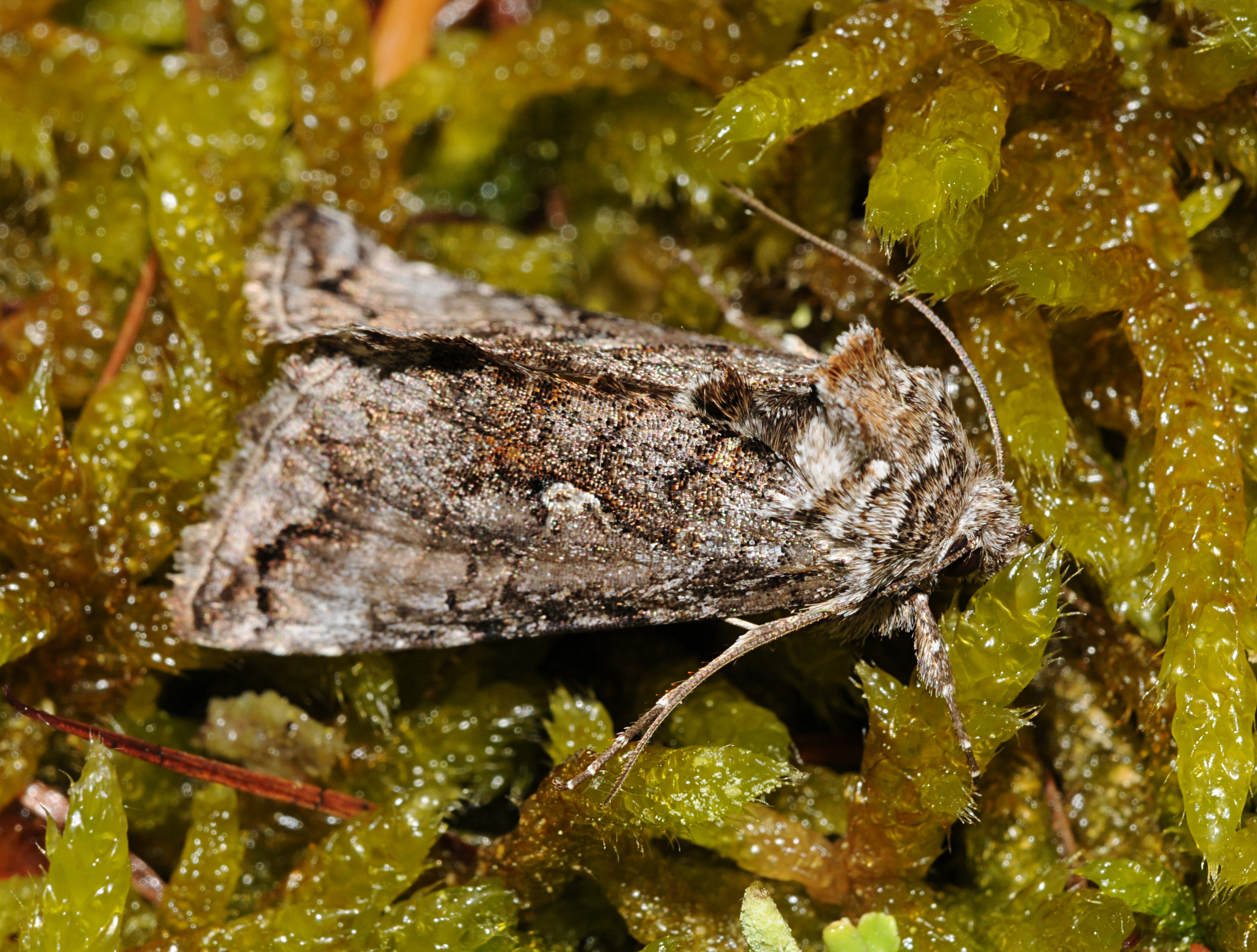
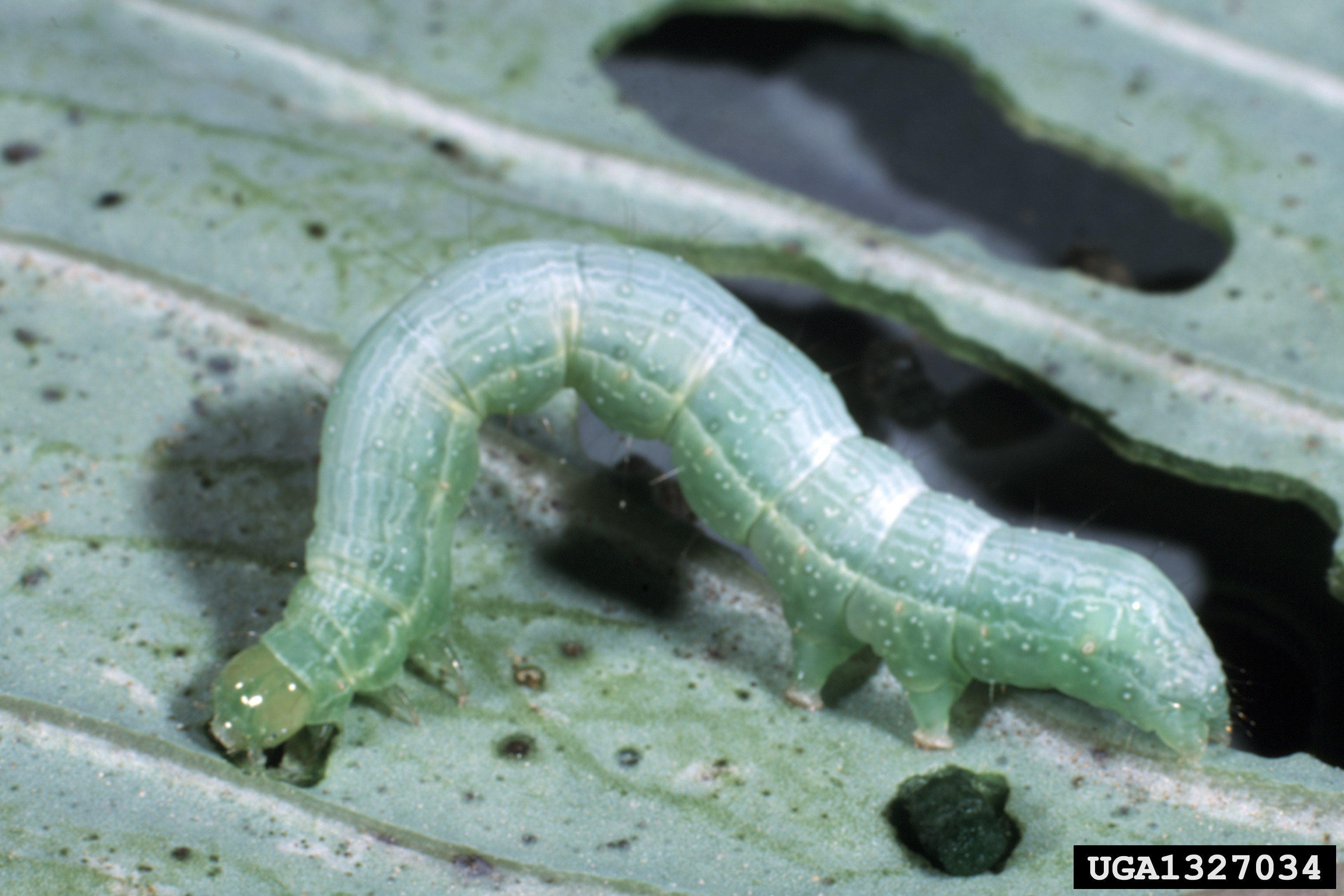